# Sapura Esmeralda
Le OCSV Sapura Esmeralda  (Offshore Construction  Support Vessel) est un navire de service polyvalent pour les travaux offshore appartenant à la compagnie brésilienne Sapura Navegação Marítima S.A. et opérant conjointement pour les entreprises offshore du secteur de l'énergie Sapura Energy-Seadrill en tant que navire poseur de canalisations (Pipe-Laying Support Vessel en anglais). Il navigue sous pavillon du Brésil. Il est, depuis sa mise en fonction, employé par la compagnie brésilienne Petrobras.

## Caractéristiques
Le navire a été construit au chantier naval néerlandais de Damen Group et Bakker Sliedrecht. Le navire est capable de travaux de construction et de pose de tuyaux flexibles d'un diamètre de 100 à 630 mm à des profondeurs allant jusqu'à 2.500 mètres. Il est équipé de deux treuils de 10 et 50 tonnes et de trois grues auxiliaires de 10, 20 et 50 tonnes. La tour inclinable de 48 mètres offre une tension maximale de 300 tonnes. Son pont de travail peut recevoir une charge maximale de 10 tonnes/m² en transportant deux carrousels de tuyaux flexibles de 2.500 et 500 tonnes chacun.
Il est équipé, sous hangar, de deux sous-marins télécommandés de travail (WROV) de type TMT Typhoon, capables d'effectuer des tâches à des profondeurs allant jusqu'à 2.500 mètres.
Le déplacement sur zone de chantier s'effectue à une vitesse maximale élevée de 13.7 nœuds et la précision de positionnement sur zone de travail est assurée par le système de positionnement dynamique. La propulsion se compose de moteurs diesel-électrique pour une puissance de 14.4 MW alimentant six propulseurs.  
Il y a des cabines à bord pour 100 personnes. La livraison du personnel et des marchandises peut être effectuée à l'aide d'une hélisurface de 22 m² pour un hélicoptère de type Sikorsky S-92.

## Galerie

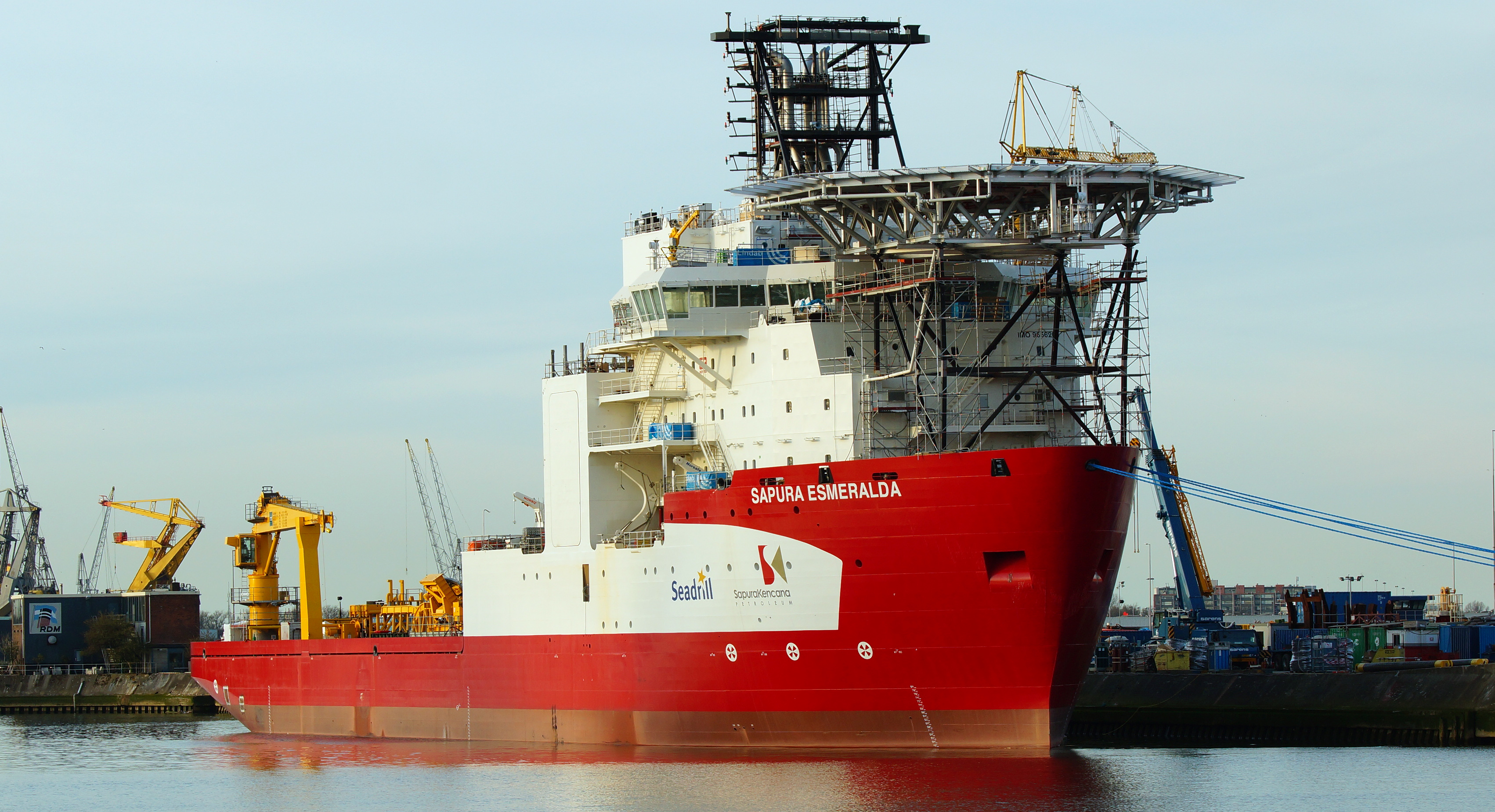
Sapura Esmeralda à Rotterdam

### Articles externes
- Sapura Esmeralda - Site marinetraffic
- Sapura Esmeralda - Site Sapura.com